# Лечхумі

Рача-Лечхумі та Квемо Сванеті на мапі Грузії

Лечху́мі (груз. ლეჩხუმი Lečxumi) — історична область у північно-західній Грузії, що об'єднує басейни річок Ріоні та Цхенісцкалі, а також долину річки Ладжанурі. Сьогодні це частина Рача-Лечхумі та Квемо Сванеті, займає землі Цаґерського та частково Цкалтубського та Амбролаурського муніципалітетів. На заході область межує з Мінгрелією, на півночі — зі Сванетією, на сході — з Рачею та з Імереті та півдні.
| Прапор Грузії | Це незавершена стаття про Грузію. Ви можете допомогти проєкту, виправивши або дописавши її. |